# Stazioni ferroviarie di Milano
1 Milano Affori
2 Milano Bovisa Politecnico
3 Milano Bruzzano Parco Nord
4 Milano Cadorna
5 Milano Centrale
6 Milano Certosa
7 Milano Dateo
8 Milano Domodossola
9 Milano Forlanini
10 Milano Greco Pirelli
11 Milano Lambrate
12 Milano Lancetti
13 Milano Porta Garibaldi
14 Milano Porta Genova
15 Milano Porta Romana
16 Milano Porta Venezia
17 Milano Porta Vittoria
18 Milano Quarto Oggiaro
19 Milano Repubblica
20 Milano Rogoredo
21 Milano Romolo
22 Milano San Cristoforo
23 Milano Tibaldi
24 Milano Villapizzone
La città italiana di Milano è dotata di 24 stazioni e fermate ferroviarie in uso, di cui 18 gestite da Rete Ferroviaria Italiana (RFI) e 6 da FerrovieNord.
È in fase progettuale o di valutazione la realizzazione di ulteriori stazioni (tra cui Milano Zama, Milano Canottieri, Milano Dergano, Milano Stephenson e Milano MIND-Merlata).
La più vecchia stazione cittadina ancora in uso è Milano Certosa, attivata nel 1858 e totalmente ristrutturata negli anni 1980, mentre la più vecchia ancora in uso nelle sue forme originali è Milano Porta Genova, del 1870; la più recente è invece Milano Tibaldi, attivata nel dicembre 2022.

## Storia della ferrovia milanese

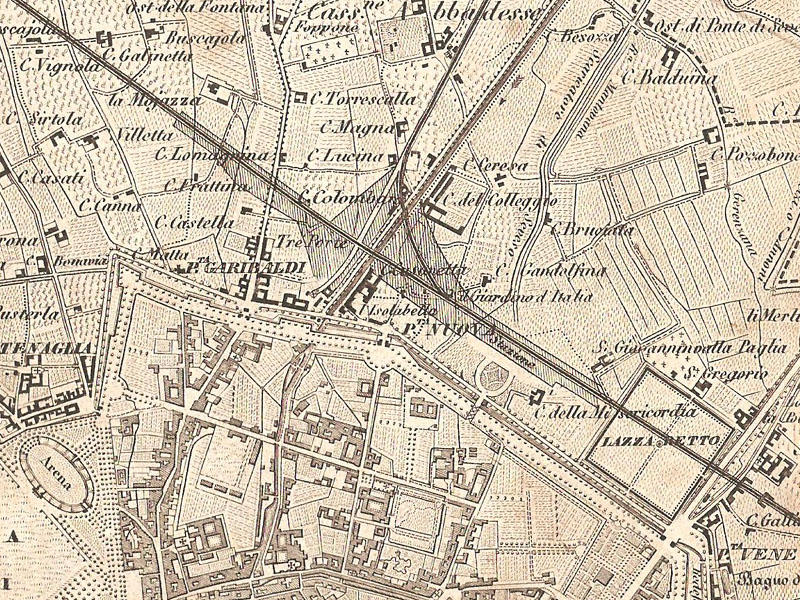
Milano, 1865. Si notino il tracciato ferroviario fuori da Porta Garibaldi e Porta Nuova, con la prima Stazione Centrale e il binario che passa attraverso il lazzaretto.

I primi binari arrivano a Milano alla fine degli anni Trenta del XIX secolo, quando l'imperatore Ferdinando I d'Austria concede "il privilegio per la costruzione di una strada a rotaie di ferro da Milano a Monza" alla ditta Holzhammer di Bolzano, sulla base del progetto presentato dall'ingegnere milanese Giulio Sarti. Questa linea, aperta nel 1840, risulta essere la prima ferrovia lombarda, nonché la seconda in Italia dopo la Napoli-Portici; ha come terminale la stazione di Porta Nuova, che si trova nella zona omonima, poco al di fuori dalla cerchia dei bastioni. In seguito viene presa la decisione di prolungare i binari fino a Como: la città lariana verrà raggiunta solo nel 1875 mentre l'anno successivo la linea verrà completata fino a Chiasso. Nel 1850 la stazione di Porta Nuova viene sostituita da un'altra avente lo stesso nome; vengono tolti circa duecento metri di binari e la nuova stazione viene posizionata un poco più a nord, lungo il canale della Martesana. Il suo fabbricato viaggiatori ha grandi dimensioni, ed è dotato sul retro di una gran tettoia a tre campate a copertura dei binari e dei treni. Dal 1858 partono da qui anche i treni diretti a Magenta, primo tratto lombardo della linea per Torino, che viene completata l'anno successivo.
Nel febbraio del 1846, intanto, era nata la Stazione di Porta Tosa-Vittoria, posizionata nelle vicinanze della porta omonima, sempre al di fuori della cerchia dei bastioni. All'apertura viene posta a capolinea del tronco Milano - Treviglio, unico tratto lombardo della linea per Venezia, fino ad essere capolinea dell'intera linea dal 1857. Dal 1861 la stazione è anche punto di partenza della nuova linea per Bologna, mentre dall'anno successivo partono da qui anche i convogli per Pavia. Domenica 26 giugno 1859, in piena Seconda guerra d'indipendenza, fra le stazioni di Porta Tosa e Porta Nuova viene aperto un raccordo che percorre un tratto della Strada di Circonvallazione.

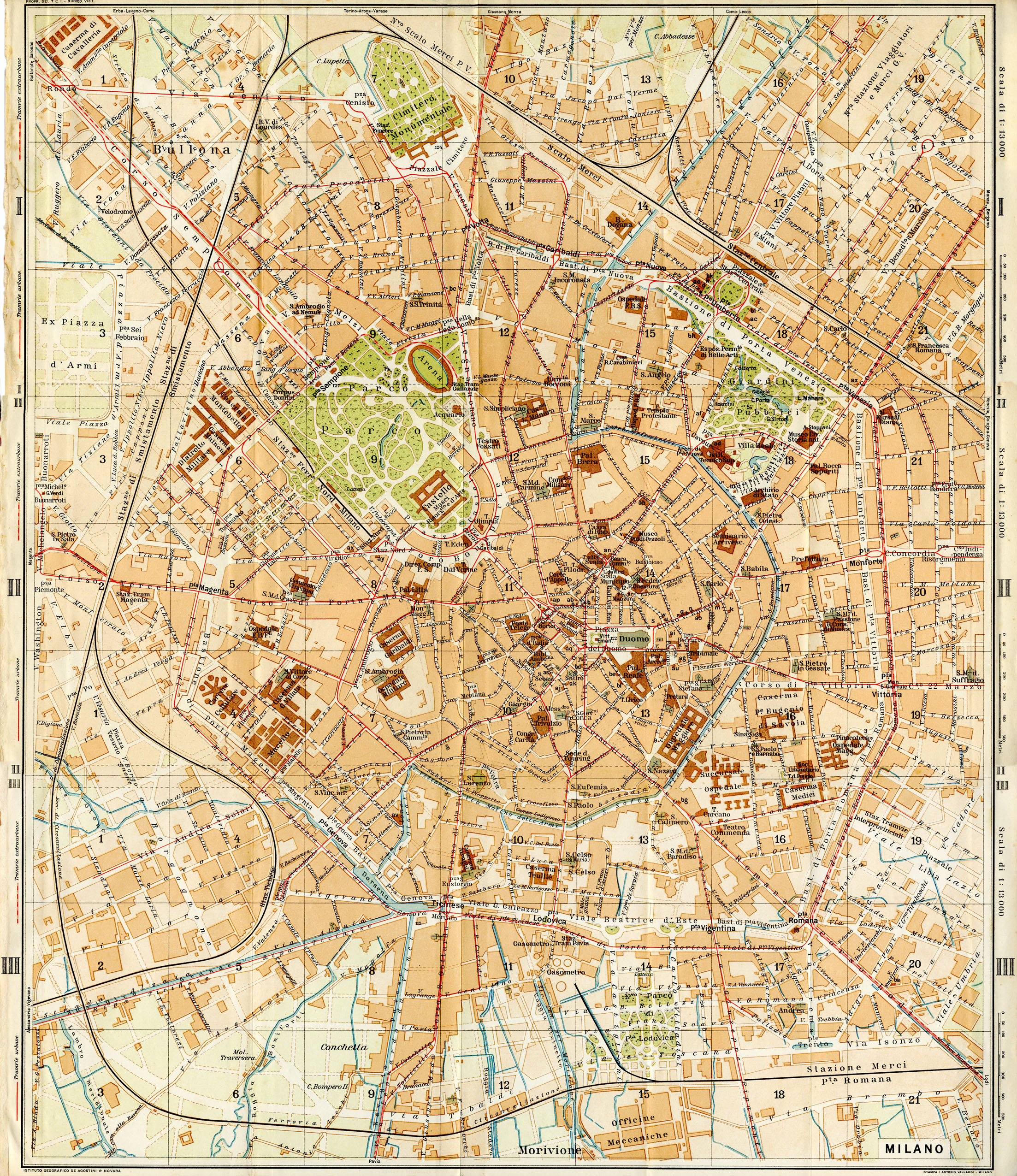
Milano nel 1914

Si inizia poi a sentire l'esigenza di concentrare tutte le linee che gravitano sulla città in un unico punto. A questo scopo nasce la prima Stazione Centrale, la cui costruzione inizia nel 1857 sotto la dominazione austriaca, ma viene terminata dopo l'unità dell'Italia: viene infatti inaugurata il 11 febbraio 1864 da re Vittorio Emanuele II. È dotata di sei binari passanti, mentre il suo fabbricato viaggiatori sorge parallelamente alle mura spagnole, in un'area compresa fra Porta Garibaldi e Porta Venezia. Per facilitare il collegamento con il centro cittadino viene aperta al di sotto dei Bastioni la Barriera Principe Umberto, e viene inoltre creata la via Turati.
La costruzione e l'ampliamento di linee esistenti continua: nel 1867 viene ultimata la Milano-Pavia-Voghera, velocizzando così il collegamento con Genova che dal 10 maggio 1862 si raggiungeva via Torreberetti-Alessandria; nel 1870 è la volta della linea per Mortara, ed entra anche in esercizio la Stazione di Porta Genova. Da qui i binari proseguono verso nord e, scavalcando molte strade tra cui corso Vercelli e corso Sempione si vanno a collegare alla stazione Centrale, passando per quella che è la cintura ovest. In questo tratto, in un'area compresa fra il Castello Sforzesco e la Fiera Campionaria entra in funzione nel 1883 lo scalo merci di Porta Sempione, che viene aperto dopo che nel 1873 era entrato in funzione quello di Porta Garibaldi, situato poco più a ovest della Stazione Centrale. Nel 1891 si aggiunge anche lo scalo di Porta Romana; nello stesso anno viene aperta la cintura sud che si allaccia alla stazione di Rogoredo. 
Un altro avvenimento si realizza nel 1879: entra in funzione la Stazione Cadorna e di conseguenza nascono le Ferrovie Nord Milano. Inizialmente la società costruisce due linee, quella per Saronno e quella che raggiunge in un primo tempo il centro di Erba e che successivamente raggiungerà Asso; vengono inoltre costruite le stazioni cittadine di Bruzzano, Affori e Bovisa FN.

Disposizione delle stazioni ferroviarie sul territorio comunale nel 2008

Nel 1905 avviene la statalizzazione delle ferrovie italiane, e questo favorisce la riorganizzazione del nodo milanese; in particolare si decide di ridisegnare la linea di cintura, che mantiene inalterato il solo tratto sud. Nel 1911 entrano poi in funzione due scali merci, la Stazione di Porta Vittoria e lo scalo Farini. Il progetto non è terminato, ma subisce un brusco rallentamento in seguito allo scoppio della prima guerra mondiale. Viene completato solo nel 1931, anno in cui la rete ferroviaria cittadina assume molte delle caratteristiche mantenute fino ai giorni nostri: innanzitutto viene realizzata l'attuale Stazione Centrale, concepita come impianto di testa, che viene ruotata di novanta gradi e posta più a nord rispetto alla precedente, la quale si stava dimostrando inadatta all'aumento del traffico ferroviario, e oltretutto le costruzioni che la circondavano non ne consentivano un ulteriore ampliamento. Il vecchio impianto viene così abbattuto, e l'intera area diventa parte dell'attuale Piazza della Repubblica. Della vecchia stazione rimane però in funzione un fascio di binari, che è situato nel piazzale ovest; questo dà vita ad un nuovo impianto che, sebbene denominato nuovamente Porta Nuova è conosciuto maggiormente come Stazione delle Varesine, in quanto da qui partono soprattutto convogli diretti a Varese. Sempre nello stesso anno nasce anche l'attuale stazione di Lambrate, sorta in sostituzione della vecchia, che era a sua volta entrata in servizio nel 1873 in località Ortica, sulla linea per Venezia. Contemporaneamente nasce anche lo scalo di Milano Smistamento, situato ad est di Lambrate. Dall'altra parte della città viene invece smantellata la cintura ovest, e lo scalo di Porta Sempione subisce naturalmente la stessa sorte; come conseguenza la stazione di Porta Genova diventa stazione di testa.
Nel 1963 entra in funzione la Stazione di Porta Garibaldi e viene demolita quella delle Varesine. Questo avviene nell'ambito del progetto del Centro Direzionale: i binari vengono arretrati di qualche centinaio di metri per liberare l'area, ma poi i lavori non saranno portati completamente a termine; parte dell'area sarà occupata per lungo tempo da un luna park, anch'esso denominato delle Varesine. È sempre degli anni sessanta l'idea di costruire il passante ferroviario, una linea che, passando prevalentemente sotto il centro urbano della città, congiunga le linee provenienti da nord-ovest (la Milano-Torino, la Milano-Domodossola e le regionali gestite delle FerrovieNord) con quelle provenienti da est e sud-est: la Milano-Genova, la Milano-Bologna e la Milano-Venezia. I lavori iniziano nel 1984 ed il primo tratto, Bovisa-Politecnico - Lancetti - Porta Venezia, viene aperto tredici anni più tardi, nel 1997. Il tratto urbano del passante viene completato alla fine del 2004, periodo in cui apre la nuova stazione di Porta Vittoria e ha inizio il servizio ferroviario suburbano. In questi anni arrivano in città anche le linee dell'alta velocità: la Milano-Bologna, che è parte del collegamento con Firenze, Roma e Napoli, la Torino-Milano e la Milano-Brescia, parte del collegamento con Venezia.

## Elenco cronologico delle stazioni
| Nome                              | Inaugurazione | Stato attuale | Tipologia                                  | Ultimo gestore                                |
| --------------------------------- | ------------- | ------------- | ------------------------------------------ | --------------------------------------------- |
| Porta Nuova (I)                   | 1840          | Dismessa      | Stazione di testa in superficie            | Privilegiata Strada Ferrata fra Milano e Como |
| Porta Tosa                        | 1846          | Smantellata   | Stazione di testa in superficie            | S.F.A.I.                                      |
| Porta Nuova (II)                  | 1850          | Dismessa      | Stazione di testa in superficie            | S.F.A.I.                                      |
| Certosa                           | 1858          | In uso        | Stazione passante in superficie            | Rete Ferroviaria Italiana                     |
| Rogoredo                          | 1862          | In uso        | Stazione passante in superficie            | Rete Ferroviaria Italiana/Centostazioni       |
| Centrale (vecchia)                | 1864          | Smantellata   | Stazione passante in superficie            | Ferrovie dello Stato Italiane                 |
| Porta Genova                      | 1870          | In uso        | Stazione di testa in superficie            | Rete Ferroviaria Italiana                     |
| Lambrate (prima)                  | 1873          | Dismessa      | Stazione passante in superficie            | Ferrovie dello Stato Italiane                 |
| S.M. Garibaldi                    | 1873          | Dismessa      | Scalo merci                                | Ferrovie dello Stato Italiane                 |
| Affori (vecchia)                  | 1879          | Dismessa      | Stazione passante in superficie            | Ferrovienord                                  |
| Bruzzano                          | 1879          | Dismessa      | Stazione passante in superficie            | Ferrovienord                                  |
| Bovisa                            | 1879          | In uso        | Stazione passante in superficie            | Ferrovienord                                  |
| Cadorna                           | 1879          | In uso        | Stazione di testa in superficie            | Ferrovienord                                  |
| Milano Porta Sempione             | 1883          | Smantellata   | Scalo merci                                | Ferrovie dello Stato Italiane                 |
| S.M. Porta Romana (scalo merci)   | 1891          | Dismessa      | Stazione passante in superficie            | Ferrovie dello Stato Italiane                 |
| Chiaravalle Milanese              | ?             | Dismessa      | Stazione passante in superficie            | Ferrovie dello Stato Italiane                 |
| Porta Vittoria (vecchia)          | 1911          | Smantellata   | Stazione di testa in superficie            | Ferrovie dello Stato Italiane                 |
| Greco Pirelli                     | 1914          | In uso        | Stazione passante in superficie            | Rete Ferroviaria Italiana                     |
| San Cristoforo                    | 1915          | In uso        | Stazione passante in superficie            | Rete Ferroviaria Italiana                     |
| Bullona                           | 1929          | Dismessa      | Stazione passante in superficie            | Gruppo FNM                                    |
| Bovisa FS                         | 1937          | Smantellata   | Fermata passante in superficie             | Ferrovie dello Stato Italiane                 |
| Centrale                          | 1931          | In uso        | Stazione di testa in superficie            | Rete Ferroviaria Italiana/Grandi Stazioni     |
| Lambrate                          | 1931          | In uso        | Stazione passante in superficie            | Rete Ferroviaria Italiana                     |
| Porta Nuova (III)                 | 1931          | Smantellata   | Stazione di testa in superficie            | Ferrovie dello Stato Italiane                 |
| Porta Romana (fermata passeggeri) | 1931          | In uso        | Stazione passante in superficie            | Rete Ferroviaria Italiana                     |
| Quarto Oggiaro                    | 195?          | In uso        | Fermata passante in superficie             | Ferrovienord                                  |
| Porta Garibaldi                   | 1961          | In uso        | Stazione passante e di testa in superficie | Rete Ferroviaria Italiana/Centostazioni       |
| Repubblica                        | 1997          | In uso        | Fermata passante sotterranea               | Rete Ferroviaria Italiana                     |
| Porta Venezia                     | 1997          | In uso        | Fermata passante sotterranea               | Rete Ferroviaria Italiana                     |
| Lancetti                          | 1997          | In uso        | Stazione passante sotterranea              | Rete Ferroviaria Italiana                     |
| Dateo                             | 2002          | In uso        | Fermata passante sotterranea               | Rete Ferroviaria Italiana                     |
| Villapizzone                      | 2002          | In uso        | Fermata passante in superficie             | Rete Ferroviaria Italiana                     |
| Domodossola                       | 2003          | In uso        | Fermata passante sotterranea               | Ferrovienord                                  |
| Porta Vittoria                    | 2004          | In uso        | Stazione passante sotterranea              | Rete Ferroviaria Italiana                     |
| Romolo                            | 2006          | In uso        | Fermata passante in superficie             | Rete Ferroviaria Italiana                     |
| Affori (nuova)                    | 2011          | In uso        | Stazione passante in superficie            | Ferrovienord                                  |
| Bruzzano Parco Nord               | 2014          | In uso        | Fermata passante in superficie             | Ferrovienord                                  |
| Forlanini                         | 2015          | In uso        | Fermata passante in superficie             | Rete Ferroviaria Italiana                     |
| Tibaldi                           | 2022          | In uso        | Fermata passante in superficie             | Rete Ferroviaria Italiana                     |